# Laëtitia Parage
Laëtitia Parage, née le 5 juillet 1980 à Agen, est une kayakiste française pratiquant la descente. Elle s'entraîne au club de canoë-kayak de Marsac-sur-l'Isle.

## Biographie
Le 8 mars 2013, à l'occasion de la journée internationale de la femme, le journal Sud Ouest réalisa une enquête où la question du sondage était : « Qui est votre Périgourdine préférée ? ». Laëtitia Parage représente 7,2 % des suffrages exprimés.

## Palmarès

### Championnats du monde
- 2012 à Mâcot-la-Plagne,  France
  -  Médaille d'or en K1 par équipe, Course classique
  -  Médaille d'argent en K1, Course Sprint
  -  Médaille d'argent en K1 par équipe, Course Sprint
- 2011 à Bratislava,  Slovaquie
  -  Médaille d'or en K1, Course Sprint
  -  Médaille d'argent en K1 par équipe, Course Sprint
- 2010 à Augsbourg,  Allemagne
  -  Médaille d'or en K1 par équipe, Course Sprint
  -  Médaille d'argent en K1 par équipe, Course classique
  -  Médaille de bronze en K1, Course Sprint
- 2008 à Valsesia,  Italie
  -  Médaille d'or en K1 par équipe, Course Sprint
  -  Médaille d'or en K1 par équipe, Course classique
- 2006 à Karlovy Vary,  République tchèque
  -  Médaille de bronze en K1 par équipe, Course classique